# Camí de Virol
El camí de Virol és un camí d'Alcanar inclòs a l'Inventari del Patrimoni Arquitectònic de Catalunya.

## Descripció
És un camí o petita carretera asfaltada que s'inicia a Cases d'Alcanar i continua en direcció sud-oest, per seguir paral·lel a la costa (entre aquesta i la carretera N-340) fins que gira noranta graus cap al nord per, travessant la N-430, reprendre la direcció cap a Alcanar creuant la carretera que va de Sòl-de-riu a Alcanar, i arribar al camí de les Martorelles.
Al llarg del camí de Virol, entre Cases i la N-340, al vessant meridional, s'arrenglen tot un seguit de casetes de camp o prats.
La part posterior d'aquestes construccions dona a la via, formant una mena de tanca més o menys seguida. Al davant de les casetes hi queda la sínia, la bassa i el camp.

## Història
Sembla que el Lligallo de les Cases o camí de Virol era l'antiga carretera de València des d'època de Carles IV, fins que es va construir la que seguia el traçat de l'actual N-340.
El camí de Virol connecta amb el de les Martorelles, que travessa el riu de la Sénia pel Pont dels Estretets.